# Эванс, Дэниел Джексон
Дэниел Джексон Эванс (англ. Daniel Jackson Evans; 16 октября 1925, Сиэтл, Вашингтон — 20 сентября 2024, Сиэтл, Вашингтон) — американский политический деятель, 16-й губернатор штата Вашингтон (1965—1977).
Описываемый как умеренный республиканец, особенно в социальных и экологических вопросах, Эванс поддержал Нельсона Рокфеллера при выдвижении от республиканской партии на пост президента в 1968 году и отказался поддержать Ричарда Никсона, несмотря на то, что выступил с программной речью на Республиканском национальном съезде. Его кандидатура рассматривалась для выдвижения на пост вице-президента от республиканской партии в 1968 и 1976 годах. По состоянию на 2023 год он был единственным живым бывшим губернатором штата Вашингтон от республиканской партии. После смерти Джеймса Л. Бакли в августе 2023 года он являлся старейшим из ныне живущих бывших сенаторов США.
Скончался 20 сентября 2024 года на 99-м году жизни.